# Odontoloma cambeforti
Odontoloma cambeforti là một loài bọ cánh cứng trong họ Bọ hung (Scarabaeidae).